# Plac Unii

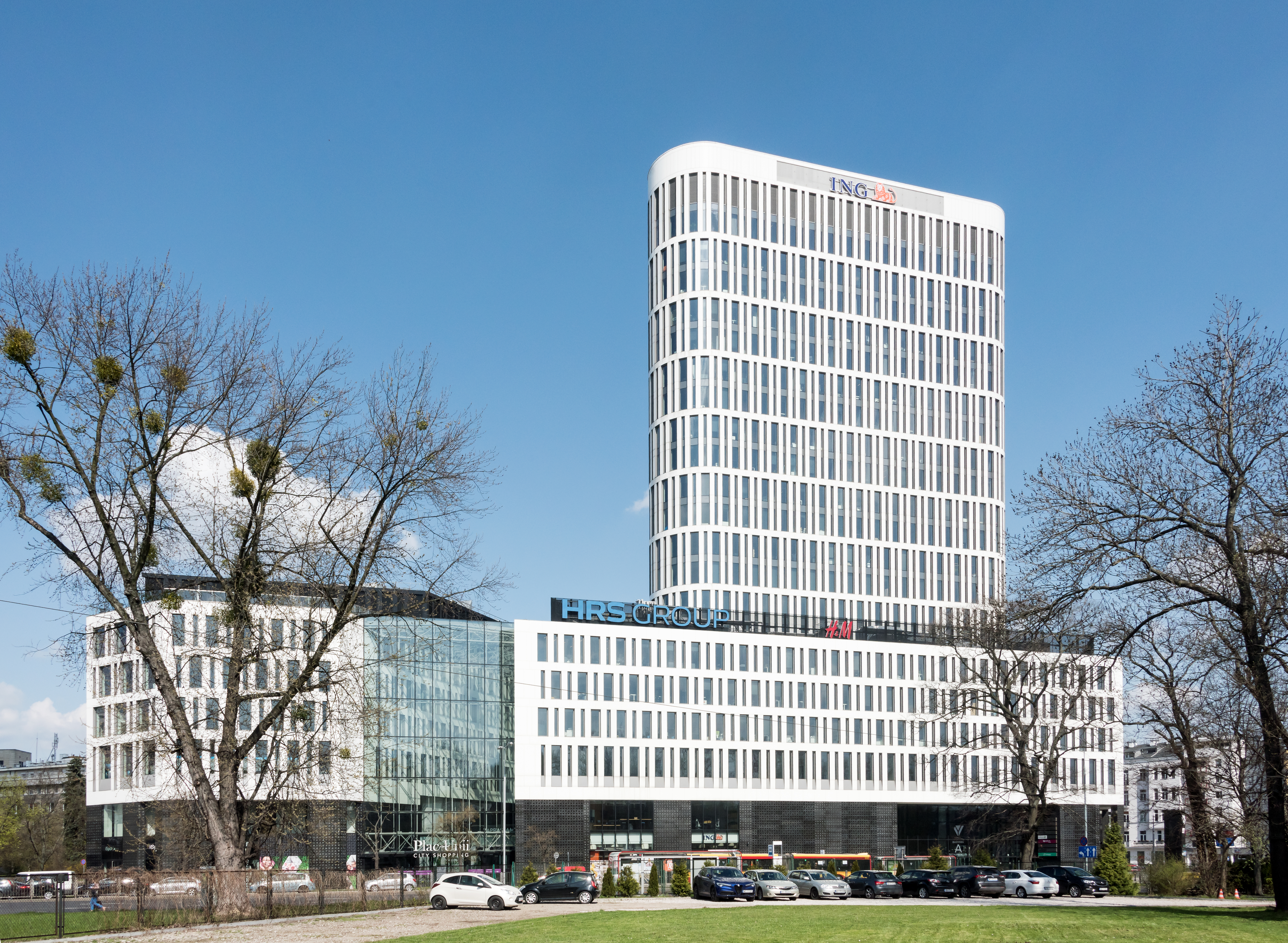
Plac Unii od strony ul. Waryńskiego

Plac Unii – kompleks biurowo-handlowy przy ul. Puławskiej 2 w pobliżu placu Unii Lubelskiej w Warszawie, pomiędzy ulicami Puławską, Waryńskiego i Boya-Żeleńskiego.
W kompleksie znajduje się ponad 57 000 m² powierzchni do wynajęcia, z czego ponad 46 000 m² to część biurowa, natomiast 11 000 m² – pasaż handlowo-usługowy funkcjonujący pod nazwą Plac Unii.

## Historia
Budynek powstał w miejscu wyburzonego w 2006 roku pawilonu handlowo-gastronomicznego Supersam. W 2010 rozpoczęły się prace budowlane, a głównym wykonawcą została firma Warbud. W 2012 roku ukończono prace przy konstrukcji budynku, a rok później kompleks został ukończony i otwarty.

## Architektura
Projekt Placu Unii, wyłoniony w konkursie zorganizowanym we współpracy ze Stowarzyszeniem Architektów Polskich i inspirowany nowojorskim budynkiem Flatiron, powstał w pracowni APA Kuryłowicz & Associates, pod przewodnictwem profesora Stefana Kuryłowicza (II nagrodę w konkursie otrzymała pracownia Bulanda Mucha Architekci, wyróżnienie - ARE Stiasny & Wacławek; udział w konkursie brali też m.in. JEMS Architekci).
Plac Unii składa się z trzech budynków (A, B, C) rozdzielonych pasażami przykrytymi szklanym dachem o powierzchni ponad 2 000 m². Najwyższy z budynków to 90-metrowa wieża. Część podziemna (parking oraz pomieszczenia techniczne) zajmuje kondygnacje od -2 do -4, strefa handlowo-usługowa: kondygnacje od -1 do +1, natomiast część biurowa: kondygnacje od +2 do +21. Każdy z budynków posiada niezależny system komunikacji pionowej.
Elewacje przyziemia Placu Unii posiadają pełne fragmenty ścian pokrytych polerowanym czarnym granitem z frezowanym wzorem nawiązującym do kształtu kompleksu widzianego z lotu ptaka. Z kolei część biurowa charakteryzuje się naprzemiennym układem okien wąskich i szerokich. Elewacje tej części Placu Unii zostały wykonane z jasnego materiału powstającego w wyniku połączenia mielonego marmuru ze szkłem w temperaturze 15 000 °C. Architekci zaprojektowali trzy wejścia do części handlowej. Do biur prowadzi m.in. osobne wejście od strony ulicy Waryńskiego z lobby recepcyjnym i hallem windowym.

### Część biurowa
W budynku A znajduje się około 26 000 m², w budynku B prawie 14 000 m², a w budynku C około 6 630 m² powierzchni biurowej klasy A+. Na powierzchniach biurowych wykorzystano m.in. takie rozwiązania jak: okna na pełną wysokość pomieszczeń, sterowane strefowo ogrzewanie, klimatyzacja oraz oświetlenie sztuczne o wysokiej częstotliwości, jak również indywidualnie sterowane żaluzje. Ponadto Plac Unii został wyposażony w zaawansowany system zarządzania budynkiem (BMS).

### Część handlowa
W dwupoziomowym pasażu handlowym Plac Unii w 2023 mieści się m.in. 45 sklepów, 8 restauracji, kawiarni i lokali gastronomicznych oraz klub fitness. Wśród sklepów był wielkopowierzchniowy supermarket spożywczy Supersam, który wcześniej działał w tej samej lokalizacji w latach 1962–2006. Sklep zamknięto jednak z końcem 2022 ze względu na straty finansowe. Miejsce Supersamu zajął w maju 2023 sklep francuskiej sieci Carrefour. Handlowa część Placu Unii została otwarta dla klientów 12 października 2013 roku. W otwarciu brali m.in. udział Marc Lebbe - dyrektor zarządzający Liebrecht & wooD oraz Michał Skotnicki - prezes BBI Development S.A., wiceprezydent Warszawy Jacek Wojciechowicz, architekci z pracowni Kuryłowicz & Associates, a także przedstawiciele Spółdzielni Spożywców Supersam. Pamiątkową tablicę z okazji otwarcia budynku poświęcił ksiądz Rafał Markowski.

## Ekologia
W 2023 roku obie części kompleksu Plac Unii otrzymały certyfikat ekologiczny BREEAM na poziomie Excellent oraz Outstanding, przyznawany obiektom realizowanym zgodnie z zasadami zrównoważonego budownictwa. Plac Unii jest również dwukrotnym laureatem nagrody CEE Green Building Award (2011 i 2012).
Rozwiązania proekologiczne zastosowane w Placu Unii to m.in.: energooszczędne oświetlenie, windy i schody ruchome, użycie materiałów izolacyjnych o zmniejszonym wpływie na środowisko, technologie niskowęglowe redukujących emisję CO2, a także czujniki przecieków wody. 
W kompleksie prowadzona jest segregacja śmieci przy użyciu specjalnych pojemników, zgniatarek i separatorów tłuszczu.

## Kontrowersje
Wysoki budynek Placu Unii oszpecił panoramę Belwederu widzianego z Łazienek Królewskich, mającą opinię jednej z najpiękniejszych panoram stolicy.